# Route nationale 123
Die Route nationale 123, kurz N 123 oder RN 123, ist eine französische Nationalstraße.

## Aktueller Straßenverlauf
Die aktuelle Nationalstraße 22 stellt den südlichen Teil der Ringstraße von Chartres dar und verbindet die Nationalstraße 154 im Westen mit der Nationalstraße 1154 östlich der Stadt. Dabei verläuft die Straße durch die südlichen Stadtgebiete.

## Historischer Straßenverlauf
Die historische Nationalstraße 22 wurde 1824 zwischen Grisolles und Moissac festgelegt und geht auf die Route impériale 143 zurück. Ihre Länge betrug 37 Kilometer. 1949 wurde die Streckenführung der Nationalstraße von der Nationalstraße 113 übernommen.
1978 wurde die Nationalstraße 10D, die als Südumgehung von Chartres in Betrieb ist, zur Nationalstraße 123 umgewidmet. 2006 wurde ein Teilstück dieser Umfahrung östlich von Chartres abgestuft.